# George Vernot
George Edward Vernot (Montréal, 27 febbraio 1901 – Montréal, 22 novembre 1962) è stato un nuotatore canadese.

## Palmarès

### Olimpiadi
- Argento a Anversa 1920 nei 1500 metri stile libero.
- Bronzo a Anversa 1920 nei 400 metri stile libero.